# دلتا جودرم
ديلتا ليا جودرم (بالإنجليزية: Delta Goodrem)‏ (ولدت في 9 نوفمبر 1984) في سيدني ,أستراليا، مؤلفة أغاني ومغنيه وعازفة بيانو وغيتار وممثله.

## مسيرتها الفنية
بدأت جودريم مسيتها الفنية في سن مبكره ووقعت مع شركة سوني الموسيقية وهي في سن 15. كان ظهور جودريم الأول في برنامج أسترالي يدعى الجيران (Neighbours) وقامت بدور نينا تاكر (Nina Tucker) وأدى هذا الدور لها الكثير للدخول إلى عالم الموسيقى والغناء. حققت أغاني جودريم المراتب الأولى في سباق الأغاني في أستراليا 8 مرات، أضافة أن ألبوماتها الثلاثة جميعها حققت المراكز الأولى أيضاً. حصلت جودريم على جائزة أكثر الألبومات مبيعاً في العقد الماضي في أستراليا. في الظهور الأول لألبومها عيون برئية (Innocent Eyes) عام 2003 حقق لها جائزة أكثر الألبومات مبيعاً في أستراليا. جودريم تعمل حالياً على ألبومها الرابع والمتوقع إصداره في 2011.

## حياتها الخاصة
في 8 يوليو 2003، كانت جودريم في الثامن عشر من عمرها عندما شخصت بمرض لمفومة هودجكين، وهو نوع من السرطانات التي تهاجم الجهاز المناعي للجسم، أجبرت جودريم على تعليق جميع أعمالها لتتعالج من المرض. في مقابلة خاصة مع مجلة المرأة الأسترالية الأسبوعية ذكرت جودريم ان أعراض المرض بدأت تظهر عليها منذ عام 2002، الأعراض كانت فقدان بالوزن، والتعرق الليلي، والطفح الجلدي، والإرهاق، وظهور الورم في الرقبة.

## ألبوماتها
1. 2003: عيون برئية.
2. 2005: الهوية الخطأ.
3. 2007: ديلتا.

## روابط خارجية
- دلتا جودرم على موقع IMDb (الإنجليزية)
- دلتا جودرم على موقع ميوزك برينز (الإنجليزية)
- دلتا جودرم على موقع إن إن دي بي (الإنجليزية)
- دلتا جودرم على موقع أول ميوزيك (الإنجليزية)
- دلتا جودرم على موقع ديسكوغز (الإنجليزية)
- دلتا جودرم على موقع قاعدة بيانات الفيلم (الإنجليزية)
- الموقع الرسمي